# 武汉大学电子信息学院
武汉大学电子信息学院是武汉大学的一个学院，属于信息学部，起源于1945年国立武汉大学物理系游离层实验室。

## 历史
该学院源于1945年建立的国立武汉大学游离层实验室， 博士毕业于普林斯顿大学的桂质廷教授是最早的奠基人和创始人。2000年四校合并，由老武汉大学电子信息学院及分析测试中心的测控技术与仪器专业、和武汉测绘科技大学光电工程学院、武汉水利电力大学计算机系测控技术与仪器专业合并而成。
院系重组后的电子信息学院属于武汉大学信息学部。

## 本科
- 电子信息科学与技术
- 通信工程
- 电子信息工程
- 光信息科学与技术
- 测控技术与仪器
- 电波传播与天线[4]

## 研究生
- 一级硕士
  - 光学工程
  - 仪器科学与技术
  - 信息与通信工程
  - 地球物理学
  - 电子科学与技术
- 二级硕士
  - 通信与信息系统
  - 信号与信息处理
  - 空间物理学
  - 空间探测与信息处理技术
  - 无线电物理
  - 电路与系统
  - 电磁场与微波技术
  - 物理电子学
  - 测试计量技术及仪器
  - 精密仪器及机械
  - 检测技术与自动化装置
  - 光学工程
- 一级博士
  - 信息与通信工程
  - 地球物理学
  - 电子科学与技术
- 二级博士
  - 空间物理学
  - 无线电物理
  - 通信与信息系统
  - 信号与信息处理
  - 空间探测与信息处理技术
- 博士后
  - 地球物理学
  - 信息与通信工程[4]